# Oberea atricilla
Oberea atricilla är en skalbaggsart som beskrevs av Leon Fairmaire 1893. Oberea atricilla ingår i släktet Oberea och familjen långhorningar. Inga underarter finns listade i Catalogue of Life.